# Ibwajn
Ibwajn (arab. ‏عبوين‎, ʿIbwayn) – wieś w Palestynie, w muhafazie Ramallah i Al-Bira. Według danych szacunkowych Palestyńskiego Centralnego Biura Statystycznego w 2016 roku miejscowość liczyła 3911 mieszkańców.